# Хабуд (Прахова)
Хабуд (рум. Hăbud) насеље је у Румунији у округу Прахова у општини Ширна. Oпштина се налази на надморској висини од 129 m.

## Становништво
Према подацима из 2002. године у насељу је живело 894 становника, од којих су сви румунске националности.